# John Parlett
John Parlett   (Bromley, 19 d'abril de 1925 - 6 de març de 2022) va ser un atleta anglès, especialista en curses de mig fons, que va competir durant les dècades de 1940 i 1950. Es casà amb la també atleta Dorothy Manley.
El 1948 va prendre part en els Jocs Olímpics d'Estiu de Londres, on fou vuitè en la cursa dels 800 metres del programa d'atletisme.
En el seu palmarès destaca una medalla d'or en la prova dels 800 metres del Campionat d'Europa d'atletisme de 1950, per davant Marcel Hansenne i Roger Bannister, i una d'or i una de plata als Jocs de l'Imperi Britànic de 1950 que es van disputar a Auckland. Guanyà els títols nacionals de l'AAA de les 880 iardes de 1948 i 1949.

## Millors marques
- 800 metres. 1' 50.5" (1950)[1][6]